# ジェファーソン郡区 (アイオワ州ブレマー郡)
ジェファーソン郡区は、アメリカ合衆国、アイオワ州、ブレマー郡にある14の郡区の一つである。2000年の国勢調査で、人口は2878人だった。

## 地理
ジェファーソン郡区は、63.1平方キロメートル（24.36平方マイル)で、Denverが含まれる。
アメリカ地質調査所によると、この郡区はFairviewとJeffersonの2つの霊園が含まれる。